# Marcia Barbosa (physicienne)
Pour les articles homonymes, voir Barbosa.
Ne doit pas être confondu avec Marcia Barbosa (volley-ball).
Marcia Cristina Bernardes Barbosa est une physicienne brésilienne. Elle enseigne et dirige ses recherches à l'institut de physique de l'Université fédérale du Rio Grande do Sul. Elle fait partie de l'union internationale de physique pure et appliquée où elle a dirigé le groupe de travail sur les femmes en physique (Working Group on Women in Physics). Elle a reçu le prix L'Oréal-Unesco pour les femmes et la science en 2013 pour la découverte d’une anomalie de l’eau, applicable à d’autres liquides, mais aussi importante pour la compréhension du repliement des protéines, aspect essentiel pour le traitement de certaines maladies,.